# アームチェア

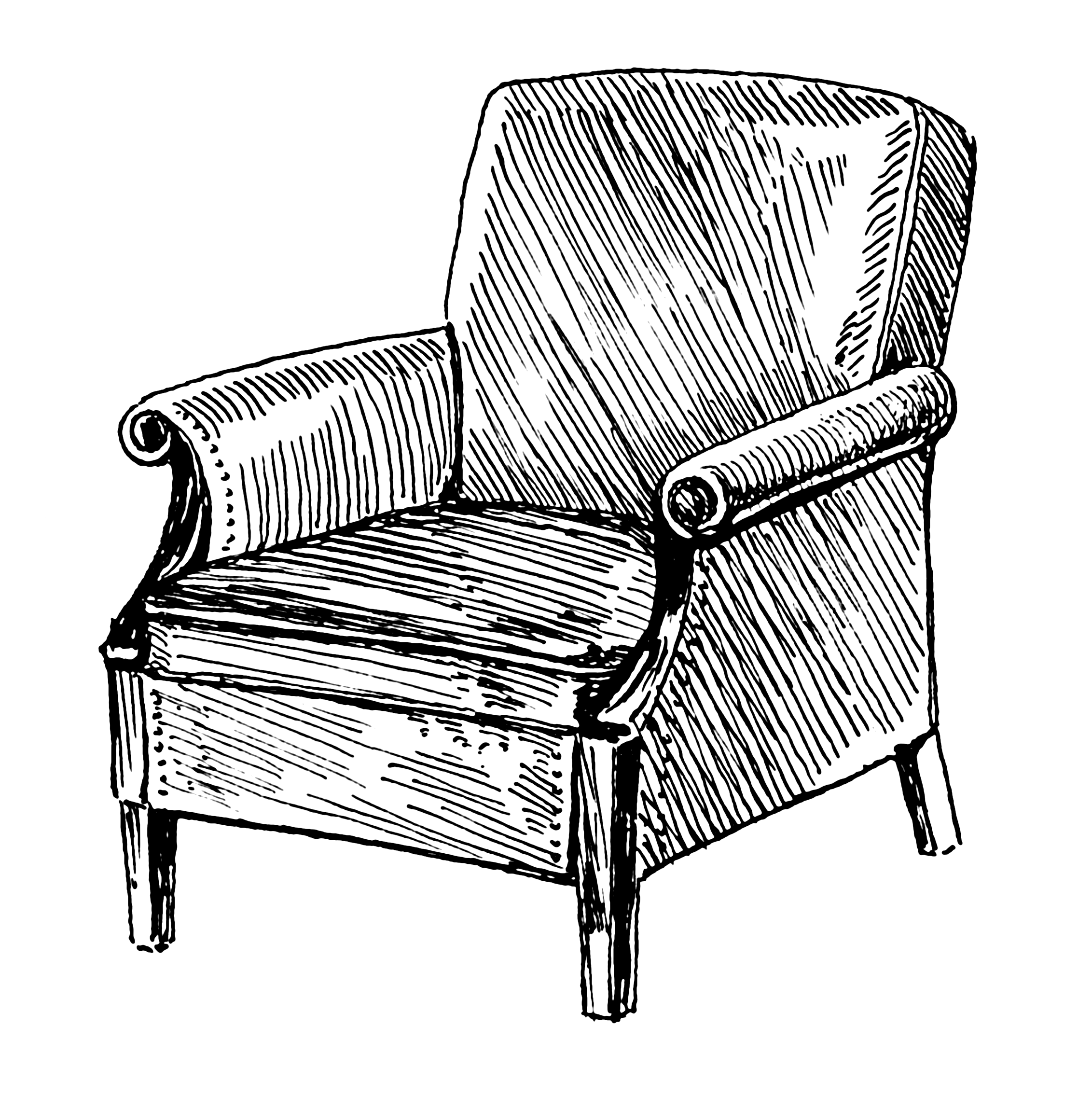
アームチェア

アームチェア（arm chair）とは椅子の一種で、着席する人の左右両側に肘掛け（アームレスト）の付いたタイプのものを指す。別名は肘掛け椅子。

## 構造・概要
通常は、脚もしくは支えのあるタイプの椅子の背もたれの部分、そして着席した尻が当たる座の部分とをつなぐ腕木（肘掛け部分）を備えているのが特徴。腕木は、曲線のカーブを描くものもあれば、垂直の腕木と水平の腕木を組み合わせて直角にしたタイプなどもある。

## 歴史
起源は古代エジプト時代の頃から存在し、そのときは高位のものが着席する玉座として目されていたという説がある。西洋では椅子と言えば16世紀末ごろまで、全てこのアームチェアのことを意味したそうである。

## 関連用語
- アームチェアに対し、肘掛けのそなわっていない椅子のことを、アームレスチェア（armless chair）と呼ぶ。また、肘掛けのない小さな椅子を指して、バックストゥール（back stool）とも呼ぶ。
- ミステリ用語で、事件の現場に自身では行かず、自宅やそれに類する離れた場所で情報を集めて推理をする名探偵のことアームチェア・ディテクティブ（安楽椅子探偵）と呼ぶ。これは該当作品に登場する、その中の一部の名探偵キャラクターが書斎や居間、応接室などのアームチェアに座って事件の情報を得て真相を熟考、あるいは直感し、己の推理を披露したことによる。

## アームチェアが重要な小道具になる作品
- 「アクロイド殺し」アガサ・クリスティー

## アームチェアの一覧

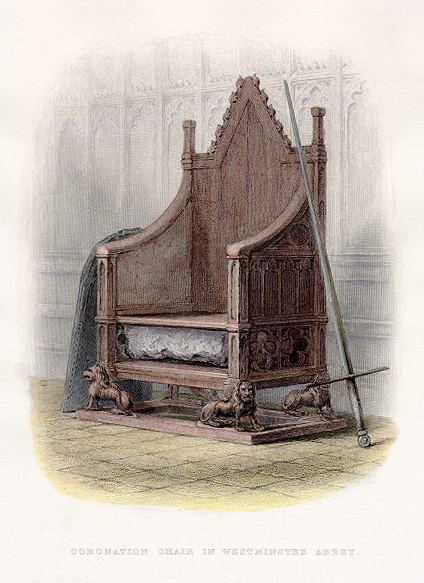
19世紀イングランドの戴冠式に使用された椅子
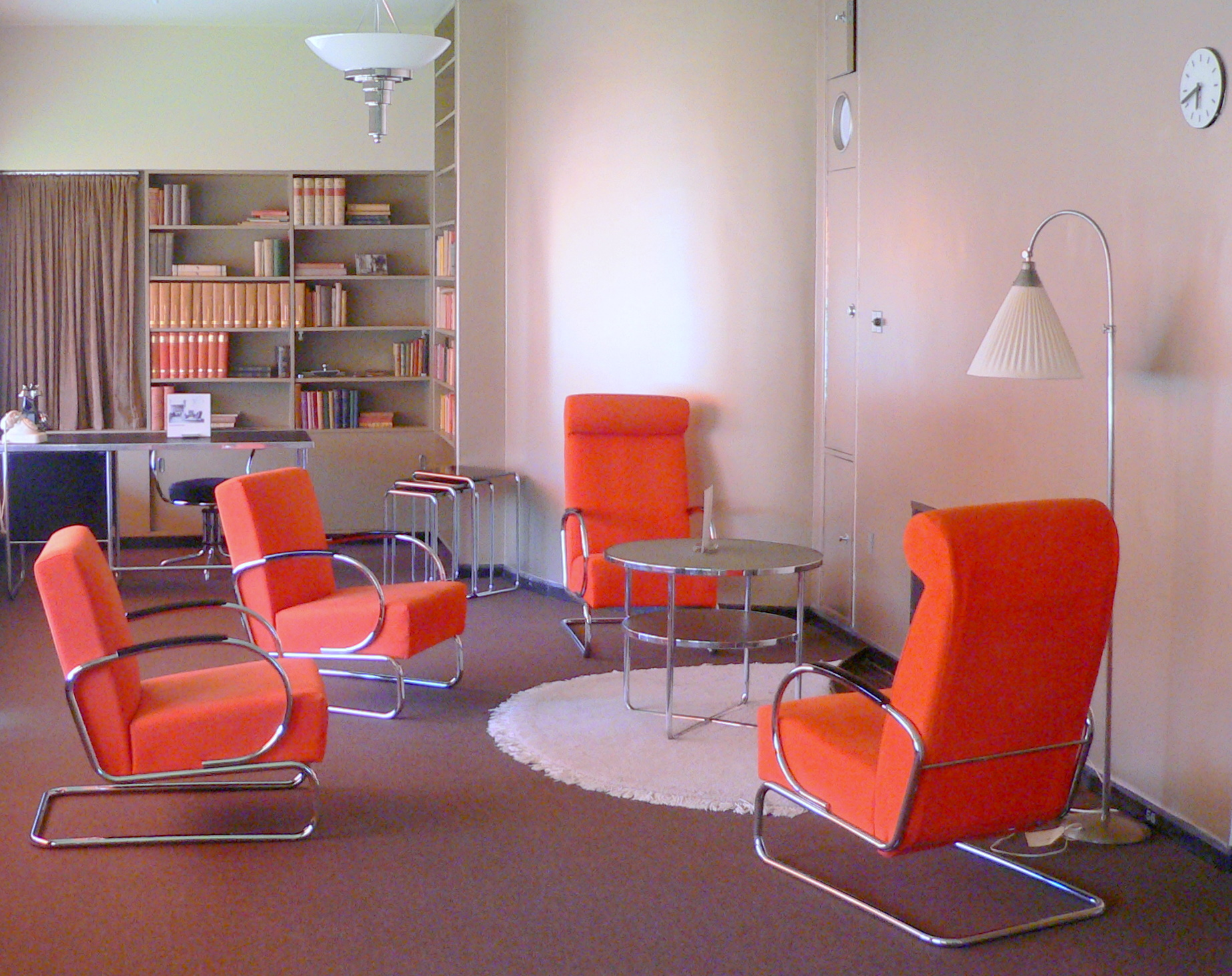
アームレストのあるキャンティレバーチェア
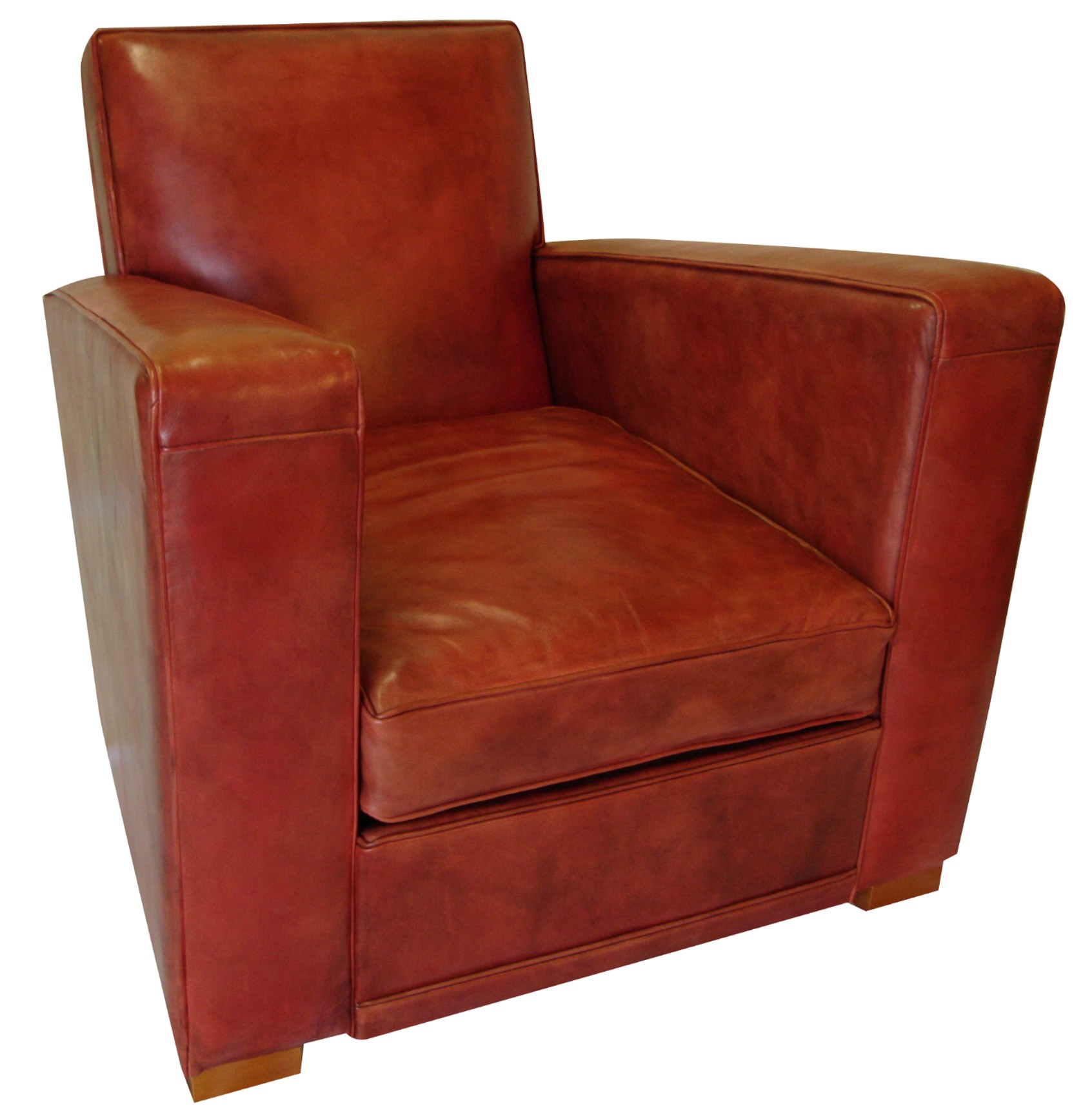
アームチェアの一種
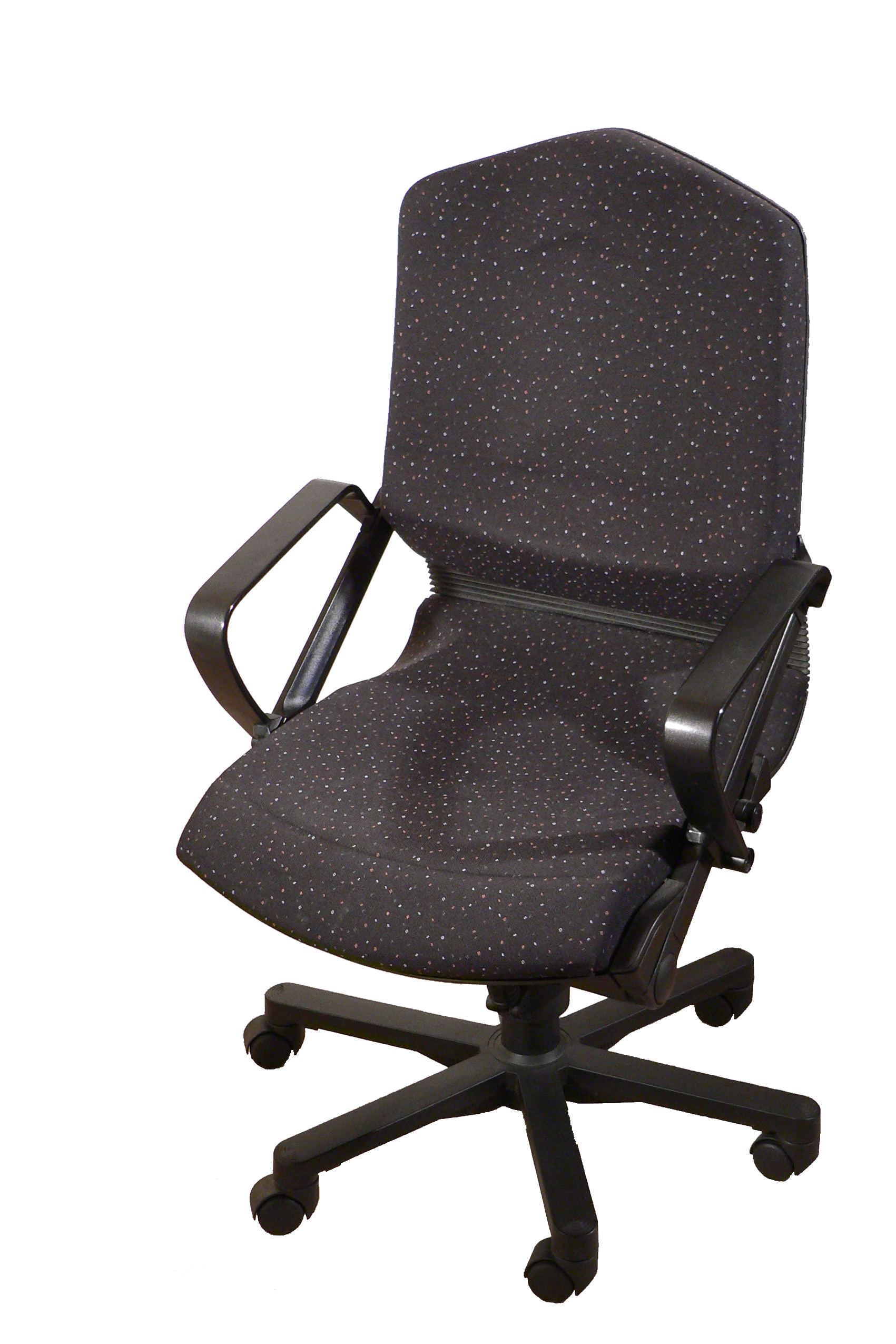
事務用椅子や社長椅子とも呼ばれる
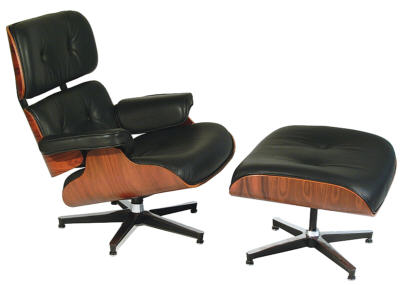
足掛けが付いた椅子
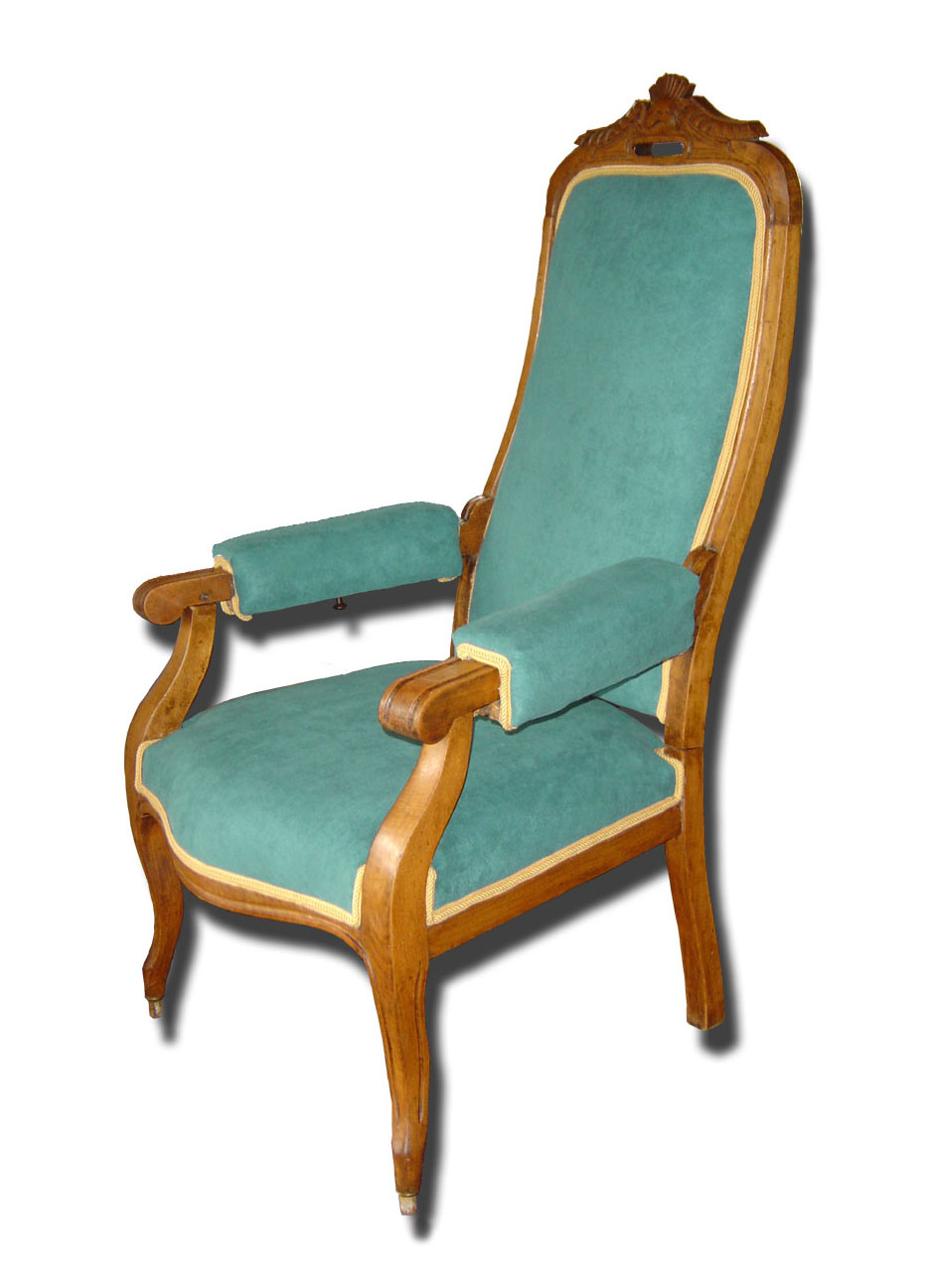